# Edwin Hilgerink
Edwin Hilgerink (Haaksbergen, 16 januari 1972) is een voormalig Nederlands voetballer. Hij speelde voornamelijk als rechtsback en centrale verdediger.
Hilgerink voetbalde oorspronkelijk voor de amateurclub SV Bon Boys uit Haaksbergen en maakte in 1988 de overstap naar de jeugd van FC Twente. Hij debuteerde op 15 november 1992 in de Eredivisie in een wedstrijd van FC Twente tegen Roda JC. In twee seizoenen kwam hij tot negentien officiële wedstrijden voor FC Twente, waarna hij naar Heracles verkaste.
Bij Heracles, dat uitkwam in de Eerste divisie was Hilgerink vijf seizoenen lang een vaste keuze in de basis. In 1999 keerde hij terug naar Twente, maar daar wist hij niet echt een vaste plek af te dwingen. In zijn eerste seizoen speelde hij twaalf wedstrijden, daarna kwam hij niet meer in actie voor het 1e team. In 2002 beëindigde hij zijn loopbaan als profvoetballer en sloot hij zich aan bij hoofdklasser HSC '21. Met deze ploeg werd hij in 2004 kampioen van de zondagamateurs.